# Jean-Pierre Nadir
Jean-Pierre Nadir dont le nom d'origine est Nadir Benabadji, né le 19 février 1965 à Nantes (France), est un homme d'affaires français, fondateur du portail web Easyvoyage.com.

## Biographie

### Formation et début professionnel
Jean-Pierre Nadir naît d'un père algérien dans un milieu financier et intellectuel modeste. Il est élevé dans une ferme en région concarnoise. Il fait des études secondaires à Lorient en section sport étude, puis à l'École supérieure de publicité à Paris.
À 18 ans, il crée un commerce de crêpes dans des campings bretons, puis l'année suivante, un service de livraison de repas pour les entreprises à Paris. En 1987, il crée Miss Pizza, la première entreprise de livraison en moins de 30 minutes de pizza à domicile à Paris (la première de France étant située à Lyon). Il reprend le concept lancé dans les années 1970 par Domino's Pizza aux États-Unis, qui livrait en moins de 45 minutes.

### Carrière
Il débute ensuite sa carrière dans la presse aux côtés de Robert Lafont, auprès de qui il devient actionnaire du groupe Entreprendre. Il rachète en 1989, le quotidien Le Sport, avant de le relancer en périodicité hebdomadaire avec la participation du journaliste Hervé Duthu. En 1990, il fonde le Groupe « Les Éditions de Demain ». De 1990 à 1999, il lance différents titres de presse : Partir, Cuisine du bout du Monde, Sport’s Magazine, Mer & Océan, Cuisine de saison, Jeux de voyage, Jeux de sport, Cuisiner et Voyager.
En parallèle, il crée l’agence de photo Visa Image, chargée de revendre les productions du groupe dans 40 pays. Il est élu parmi les 45 dirigeants de l’année en 1995[source secondaire nécessaire].
Les lancements en 1995 des journaux Mer et Océan et Sport's Magazine, qui n'obtiennent pas le succès escompté, obèrent largement la rentabilité de son groupe de presse, et après avoir refusé une offre de reprise d'Apax Partners, il revend en 1999, son groupe de presse « pour une bouchée de pain » au groupe Aguesseau.
Il crée en 2000, un portail d'information, Easyvoyage.com, avec l’objectif de fédérer l’offre des voyagistes présents sur le net et d’informer les voyageurs en développant, avec une équipe de journalistes, des guides de voyages, mais aussi de commercialiser des séjours ou billets d'avions.[réf. souhaitée] En décembre 2006, il prend la présidence de la holding Groupe Easyvoyage. En juin 2015, il cède la majorité d'Easyvoyage au groupe Webedia et prend la direction du pôle Tourisme du groupe.

### Médias
Il intervient dans les médias (TV, Radio ou Presse)[source secondaire nécessaire], et fut un temps intervenant dans l’émission de RMC « Les Grandes Gueules »[réf. nécessaire].
De janvier 2022 à janvier 2024 Jean-Pierre Nadir participe à l'émission Qui veut être mon associé ?, diffusée sur M6. Il est membre du jury aux côtés de Marc Simoncini, Delphine André, Anthony Bourbon, Sophie Mechaly, Isabelle Weill, Éric Larchevêque et Tony Parker pour étudier des projets d'entreprises.Pour la saison 2025 il n'est pas reconduit mais intervient tout de même dans une émission spéciale qui veut être mon associé:les inventeurs en mars 2025